# Raoul Benoît
Raoul Benoît – francuski hokeista na trawie, który występował m.in. na pozycji pomocnika, uczestnik Letnich Igrzysk Olimpijskich 1908.
Na igrzyskach w Londynie, Benoît reprezentował swój kraj w dwóch spotkaniach (czyli we wszystkich, jakie Francja rozegrała na tym turnieju); były to mecze przeciwko ekipom: Niemiec (1-0 dla Niemiec) i Anglii (10-1 dla Anglii). W klasyfikacji końcowej, jego drużyna zajęła ostatnie szóste miejsce.